# Lathus-Saint-Rémy

Lathus-Saint-Rémy este o comună în departamentul Vienne, Franța. În 2009 avea o populație de 1,227 de locuitori.